# Lijst van Nederlandse Eurocommissarissen
Dit is de Lijst van alle Nederlandse Eurocommissarissen sinds het ontstaan van de Europese Commissie in 1958.
| #  | Eurocommissarissen                                      | Eurocommissarissen          | Eurocommissarissen                          | Portefeuille(s)                     | Termijn                              | Nationale partij       | Europese Partij | Commissie   |
| -- | ------------------------------------------------------- | --------------------------- | ------------------------------------------- | ----------------------------------- | ------------------------------------ | ---------------------- | --------------- | ----------- |
| 1  |                                                         | S.L. (Sicco) Mansholt       | S.L. (Sicco) Mansholt (1908–1995)           | Landbouw Vicevoorzitter             | 10 januari 1958 – 9 januari 1962     | PvdA                   | PES             | Hallstein I |
| 1  | 10 januari 1962 – 1 juli 1967                           | S.L. (Sicco) Mansholt       | S.L. (Sicco) Mansholt (1908–1995)           | Landbouw Vicevoorzitter             | Hallstein II                         | PvdA                   | PES             |             |
| 1  | 2 juli 1967 – 30 juni 1970                              | S.L. (Sicco) Mansholt       | S.L. (Sicco) Mansholt (1908–1995)           | Landbouw Vicevoorzitter             | Rey                                  | PvdA                   | PES             |             |
| 1  | 1 juli 1970 – 21 maart 1972                             | S.L. (Sicco) Mansholt       | S.L. (Sicco) Mansholt (1908–1995)           | Landbouw Vicevoorzitter             | Malfatti                             | PvdA                   | PES             |             |
| 1  | Voorzitter                                              | S.L. (Sicco) Mansholt       | S.L. (Sicco) Mansholt (1908–1995)           | 21 maart 1972 – 5 januari 1973      | Mansholt                             | PvdA                   | PES             |             |
| 2  |                                                         | E.M.J.A. (Maan) Sassen      | mr. E.M.J.A. (Maan) Sassen (1911–1995)      | Concurrentiezaken                   | 2 juli 1967 – 30 juni 1970           | KVP                    | EVP             | Rey         |
| 3  |                                                         | P.J. (Pierre) Lardinois     | ir. P.J. (Pierre) Lardinois (1924–1987)     | Landbouw                            | 6 januari 1973 – 5 januari 1977      | KVP                    | EVP             | Ortoli      |
| 4  |                                                         | H. (Henk) Vredeling         | ir. H. (Henk) Vredeling (1924–2007)         | Sociale Zaken                       | 6 januari 1977 – 5 januari 1981      | PvdA                   | PES             | Jenkins     |
| 4  | Werkgelegenheid                                         | H. (Henk) Vredeling         | ir. H. (Henk) Vredeling (1924–2007)         |                                     | 6 januari 1977 – 5 januari 1981      | PvdA                   | PES             | Jenkins     |
| 4  | Vicevoorzitter                                          | H. (Henk) Vredeling         | ir. H. (Henk) Vredeling (1924–2007)         |                                     | 6 januari 1977 – 5 januari 1981      | PvdA                   | PES             | Jenkins     |
| 5  |                                                         | F.H.J.J. (Frans) Andriessen | mr. F.H.J.J. (Frans) Andriessen (1929–2019) | Mededinging                         | 6 januari 1981 – 5 januari 1985      | CDA                    | EVP             | Thorn       |
| 5  | Interinstitutionele Betrekkingen                        | F.H.J.J. (Frans) Andriessen | mr. F.H.J.J. (Frans) Andriessen (1929–2019) |                                     | 6 januari 1981 – 5 januari 1985      | CDA                    | EVP             | Thorn       |
| 5  | Landbouw                                                | F.H.J.J. (Frans) Andriessen | mr. F.H.J.J. (Frans) Andriessen (1929–2019) | 6 januari 1985 – 5 januari 1989     | Delors I                             | CDA                    | EVP             |             |
| 5  | Visserij                                                | F.H.J.J. (Frans) Andriessen | mr. F.H.J.J. (Frans) Andriessen (1929–2019) | 6 januari 1985 – 5 januari 1989     | Delors I                             | CDA                    | EVP             |             |
| 5  | Vicevoorzitter                                          | F.H.J.J. (Frans) Andriessen | mr. F.H.J.J. (Frans) Andriessen (1929–2019) | 6 januari 1985 – 5 januari 1989     | Delors I                             | CDA                    | EVP             |             |
| 5  | Externe Betrekkingen                                    | F.H.J.J. (Frans) Andriessen | mr. F.H.J.J. (Frans) Andriessen (1929–2019) | 6 januari 1989 – 5 januari 1993     | Delors II                            | CDA                    | EVP             |             |
| 5  | Handel                                                  | F.H.J.J. (Frans) Andriessen | mr. F.H.J.J. (Frans) Andriessen (1929–2019) | 6 januari 1989 – 5 januari 1993     | Delors II                            | CDA                    | EVP             |             |
| 5  | Interinstitutionele Betrekkingen                        | F.H.J.J. (Frans) Andriessen | mr. F.H.J.J. (Frans) Andriessen (1929–2019) | 6 januari 1989 – 5 januari 1993     | Delors II                            | CDA                    | EVP             |             |
| 5  | Vicevoorzitter                                          | F.H.J.J. (Frans) Andriessen | mr. F.H.J.J. (Frans) Andriessen (1929–2019) | 6 januari 1989 – 5 januari 1993     | Delors II                            | CDA                    | EVP             |             |
| 6  |                                                         | H. (Hans) van den Broek     | mr. H. (Hans) van den Broek (1936–2025)     | Externe Betrekkingen                | 6 januari 1993 – 24 januari 1995     | CDA                    | EVP             | Delors III  |
| 6  | Uitbreiding                                             | H. (Hans) van den Broek     | mr. H. (Hans) van den Broek (1936–2025)     |                                     | 6 januari 1993 – 24 januari 1995     | CDA                    | EVP             | Delors III  |
| 6  | Externe Betrekkingen                                    | H. (Hans) van den Broek     | mr. H. (Hans) van den Broek (1936–2025)     | 25 januari 1995 – 15 september 1999 | Santer                               | CDA                    | EVP             |             |
| 6  | Uitbreiding                                             | H. (Hans) van den Broek     | mr. H. (Hans) van den Broek (1936–2025)     | 25 januari 1995 – 15 september 1999 | Santer                               | CDA                    | EVP             |             |
| 6  | Mensenrechten                                           | H. (Hans) van den Broek     | mr. H. (Hans) van den Broek (1936–2025)     | 25 januari 1995 – 15 september 1999 | Santer                               | CDA                    | EVP             |             |
| 7  |                                                         | F. (Frits) Bolkestein       | mr.drs. F. (Frits) Bolkestein (1933–2025)   | Interne Markt                       | 16 september 1999 – 22 november 2004 | VVD                    | ALDE            | Prodi       |
| 7  | Fiscale Zaken                                           | F. (Frits) Bolkestein       | mr.drs. F. (Frits) Bolkestein (1933–2025)   |                                     | 16 september 1999 – 22 november 2004 | VVD                    | ALDE            | Prodi       |
| 7  | Belastingen                                             | F. (Frits) Bolkestein       | mr.drs. F. (Frits) Bolkestein (1933–2025)   |                                     | 16 september 1999 – 22 november 2004 | VVD                    | ALDE            | Prodi       |
| 8  |                                                         | N. (Neelie) Kroes           | drs. N. (Neelie) Kroes (1941)               | Mededinging                         | 22 november 2004 – 9 februari 2010   | VVD                    | ALDE            | Barroso I   |
| 8  | Digitale Agenda                                         | N. (Neelie) Kroes           | drs. N. (Neelie) Kroes (1941)               | 9 februari 2010 – 1 november 2014   | Barroso II                           | VVD                    | ALDE            |             |
| 8  | Vicevoorzitter                                          | N. (Neelie) Kroes           | drs. N. (Neelie) Kroes (1941)               | 9 februari 2010 – 1 november 2014   | Barroso II                           | VVD                    | ALDE            |             |
| 9  |                                                         | F.C.G.M. (Frans) Timmermans | drs. F.C.G.M. (Frans) Timmermans (1961)     | Interinstitutionele Betrekkingen    | 1 november 2014 – 1 december 2019    | PvdA                   | PES             | Juncker     |
| 9  | Administratieve Zaken                                   | F.C.G.M. (Frans) Timmermans | drs. F.C.G.M. (Frans) Timmermans (1961)     |                                     | 1 november 2014 – 1 december 2019    | PvdA                   | PES             | Juncker     |
| 9  | Rechtsstatelijkheid en het Handvest van de grondrechten | F.C.G.M. (Frans) Timmermans | drs. F.C.G.M. (Frans) Timmermans (1961)     |                                     | 1 november 2014 – 1 december 2019    | PvdA                   | PES             | Juncker     |
| 9  | Mensenrechten                                           | F.C.G.M. (Frans) Timmermans | drs. F.C.G.M. (Frans) Timmermans (1961)     |                                     | 1 november 2014 – 1 december 2019    | PvdA                   | PES             | Juncker     |
| 9  | Eerste-vicevoorzitter                                   | F.C.G.M. (Frans) Timmermans | drs. F.C.G.M. (Frans) Timmermans (1961)     | 1 november 2014 – 22 augustus 2023  |                                      | PvdA                   | PES             | Juncker     |
| 9  | Eerste-vicevoorzitter                                   | F.C.G.M. (Frans) Timmermans | drs. F.C.G.M. (Frans) Timmermans (1961)     | 1 november 2014 – 22 augustus 2023  | Juncker / Von der Leyen              | PvdA                   | PES             |             |
| 9  | Europese Green Deal                                     | F.C.G.M. (Frans) Timmermans | drs. F.C.G.M. (Frans) Timmermans (1961)     | 1 december 2019 – 22 augustus 2023  | Von der Leyen                        | PvdA                   | PES             |             |
| 10 | Europese Green Deal                                     |                             | W.B (Wopke) Hoekstra                        | mr. W.B (Wopke) Hoekstra (1975)     | Von der Leyen                        | 5 oktober 2023 – heden | CDA             | EVP         |

## Europese Gemeenschap voor Kolen en Staal
- Dirk Spierenburg, lid van de Hoge Autoriteit van de Europese Gemeenschap voor Kolen en Staal (1952-1962)
- Hans Linthorst Homan, lid van de Hoge Autoriteit van de Europese Gemeenschap voor Kolen en Staal (1962-1967)

## Euratom
- Maan Sassen, lid Euratomcommissie (1958-1967)